# Luverne (Dacota do Norte)
Luverne é uma cidade localizada no estado norte-americano de Dacota do Norte, no Condado de Steele.

## Demografia
Segundo o censo norte-americano de 2000, a sua população era de 44 habitantes.
Em 2006, foi estimada uma população de 38, um decréscimo de 6 (-13.6%).

## Geografia
De acordo com o United States Census Bureau tem uma área de
0,7 km², dos quais 0,7 km² cobertos por terra e 0,0 km² cobertos por água. Luverne localiza-se a aproximadamente 432 m acima do nível do mar.

## Localidades na vizinhança
O diagrama seguinte representa as localidades num raio de 24 km ao redor de Luverne.